# Модена (женский волейбольный клуб)
«Модена» (Modena) — итальянский женский волейбольный клуб из одноимённого города. Функционировал в 1959—2005 годах.
Названия клубной команды: «Кабасси» (до 1969), «Кома» (1969—1982), «ЧИВ э ЧИВ» (1982—1989), «Чемар» (1989—1990), «Окки Верди» (1990—1991), «Изола Верде» (1991—1994), «Антезис» (1994—1997), «Омнител» (1997—1999), «Модена» (1999—2000), «Эдисон Воллей» (2000—2002), «Модена» (2002—2005).

## Достижения
- Чемпион Италии 2000;
  - 9-кратный серебряный призёр чемпионатов Италии — 1965, 1975, 1986, 1987, 1988, 1994, 1995, 1996, 1997;
  - 5-кратный бронзовый призёр чемпионатов Италии — 1966, 1968, 1982, 1983, 1999.
- двукратный обладатель Кубка Италии — 1990, 2002;
  - 4-кратный финалист Кубка Италии — 1994, 1996, 1997, 2000.
- обладатель Суперкубка Италии 2002.
- победитель Лиги чемпионов ЕКВ 2001.
- 3-кратный победитель розыгрышей Кубка обладателей кубков ЕКВ — 1995, 1996, 1997;
  - серебряный призёр Кубка обладателей кубков ЕКВ 1988;
  - бронзовый призёр Кубка обладателей кубков ЕКВ 1998.
- двукратный обладатель Кубка Европейской конфедерации волейбола (ЕКВ) — 1987, 2002;
  - двукратный серебряный призёр Кубка ЕКВ — 1984, 1992.
- обладатель Суперкубка Европы 1996.

## История
Волейбольный клуб «Кабасси Чирколо» был образован в 1959 году в Модене, где уже играли «Аудакс» и «Минелли» — сильнейшие женские команды Италии, с 1953 года неизменно побеждавшие в чемпионатах страны. С 1960 «Кабасси» играет в серии В (2-й дивизион) чемпионата Италии, а в 1963 выходит в серию А. В 1965 команда впервые становится призёром первенства страны, выигрывая серебряные награды, а в 1966 и 1968 — бронзовые медали итальянского чемпионата. В конце 1960-х—начале 1970-х годов на ведущих ролях в женском волейболе Италии находилась другая команда из Модены — «Фини», за период с 1969 по 1973 четырежды выигрывавшая чемпионат страны, но в 1973 она прекратила существование и «Кома» (так в 1969 была переименована «Кабасси» по новому спонсору — мебельной компании «Кома») стала в единственном числе представлять волейбол Модены среди сильнейших команд Италии. С 1971 «Кома» — неизменный участник серии А — ведущего дивизиона первенства страны.
На протяжении более чем 10 лет «Кома» среди сильнейших команд Италии держалась скромно, за исключение 1975 года, когда во второй раз в своей истории стала серебряным призёром чемпионата Италии. В сезоне 1975/1976 команда из Модены вышла на европейскую арену, приняв участие в розыгрыше Кубка обладателей кубков, но выбыла уже на стадии 1/8-финала, уступив голландскому «Динамо» из Апелдорна лишь по соотношению игровых очков, выиграв у себя дома 3:0 и проиграв с тем же счётом на выезде.
В 1981 новым генеральным спонсором клуба стал крупный итальянский винодельческий концерн CIV (Consorzio Interprovinciale Vini), по которому команда стала называться «ЧИВ э ЧИВ» (CIV e CIV). Серьёзные финансовые вложения дали результат уже в сезоне 1982/1983, когда команда из Модены выиграла бронзовые награды чемпионата Италии. Через год «ЧИВ э ЧИВ» впервые выиграла медали в еврокубковых соревнованиях, заняв 2-е место в розыгрыше Кубка Европейской конфедерации волейбола (ЕКВ). В 1986—1988 Модена трижды подряд доходила до финала чемпионата Италии, но каждый уступала в решающей серии абсолютно сильнейшей команде страны тех лет — «Олимпии Теодоре» из Равенны, на протяжении двух сезонов (с 1985 по 1987) не потерпевшей в первенствах страны ни единого поражения. В 1987 «ЧИВ э ЧИВ» впервые стала обладателем еврокубкового трофея, с третьей попытки выиграв Кубок ЕКВ. В 1988 Модена дошла до финала розыгрыша Кубка обладателей Кубков, но уступила в нём советской команде ЦСКА со счётом 2:3.
В 1989 сотрудничество с виноделами прекратилось и на протяжении 5 лет финансовая ситуация в клубе характеризовалась нестабильностью, когда успело смениться три спонсора, что негативно сказалось на результатах. Тем не менее, в 1990 году команда из Модена впервые выиграла Кубок Италии, а в 1994 — серебряные медали чемпионата страны. Кроме этого, в 1992 «Изола Верде» (тогдашнее название команды) вышла в финал Кубка ЕКВ, но проиграла своим соотечественницам из Матеры 0:3.
В 1994 году команда из Модены приняла название «Антезис» (по компании «Anthesis Group»). С 1994 по 1997 она четырежды подряд выходила в финал чемпионатов Италии, но каждый раз уступала в решающей серии, приобретя репутацию «вечно второго». В 1994 и 1995 Модену опережала «Латте Руджада» из Матеры, а в 1996 и 1997 — «Фоппапедретти» из Бергамо. Та же ситуация повторялась и в розыгрышах Кубка страны 1994, 1996 и 1997 годов, когда «Антезис» проигрывал тем же соперникам в финалах. При этом на европейской арене Модена за этот период трижды подряд становилась победителем розыгрышей Кубка обладателей кубков. В 1995 «Антезис» в финале этого турнира переиграл германский «Мюнстер» 3:2, а в 1996 и 1997 в решающих матчах встречался с французским «Рьомом» и дважды победил его с одинаковым счётом 3:0. Плюс к этому в 1996 «Антезис» стал обладателем Суперкубка Европы, нанеся в финале поражение «Мюнстеру» в пяти партиях. Сильнейшими игроками Модены периода 1994—1997 годов были перуанка Габриэла Перес дель Солар, голландка Хенриэтте Версинг, российско-хорватская связующая Ирина Кириллова, Марика Серафин, Дарина Мифкова, Барбара Де Лука, Франческа Серафини, Барбара Фонтанези, Микела Молинари, Элиза Тогут, Сильвия Кроатто. Возглавлял команду в 1993—1997 Джорджо Барбьери.
В сезоне 1997/1998 команда, переименованная в «Омнител» (новый спонсор — телекоммуникационная компания «Omnitel»), на предварительной стадии чемпионата Италии неожиданно заняла лишь 10-е место. Тем не менее через стыковые матчи Модена сумела пройти в плей-офф, но уже в четвертьфинале прекратила борьбу, уступив «Фоппапедретти» из Бергамо. В следующем году Модена выступила уже успешнее, дойдя до полуфинала плей-офф, где проиграла всё той же команде из Бергамо, но став всё же бронзовым призёром первенства.
1999—2001 годы принесли «Модене» наивысшие успехи в её истории. Под руководством китайской наставницы Лан Пин команда в 2000 впервые выиграла чемпионат Италии, победив в 5-матчевой финальной серии «Виртус» из Реджо-ди-Калабрии 3-2.
В сезоне 2000/2001 «Модена» впервые взяла старт в главном еврокубковом соревновании — Лиге чемпионов. Групповой шестиматчевый раунд волейболистки Модены прошли без единого поражения, а в плей-офф победили турецкий «Вакыфбанк Гюнеш» 3:0 и 3:2. Финал четырёх Лиги проходил в марте 2001 в Нижнем Тагиле (Россия) и в завершился победой «Модены», сначала переигравшей в полуфинале грозных хозяек решающего этапа — «Уралочку» в пяти партиях, а в финале не оставившей никаких шансов другой команде из Италии — «Капо Суду» из Реджо-ди-Калабрии. Основу «Модены» составляли американка Прикеба Фиппс, украинка Ирина Жукова, хорватка Барбара Елич, немка Ханка Пахале, Ана Флавия из Бразилии, китаянка Ван Чжилин, Сабрина Бертини, Мануэла Леджери, аргентинка Исабель Мариана Конде, Лаура Брускини, Стефания Донелли и Мария Росарио Романо. А вот в чемпионате Италии «Модена» свой прошлогодний успех повторить не смогла, уступив в полуфинале всё то же команде из Реджо-ди-Калабрии и оставшись без медалей национального первенства.
В 2002 в чемпионате Италии «Модена» стала второй по итогам двухкругового турнира, но затем неожиданно споткнулась в четвертьфинале плей-офф, проиграв «Виченце». В этом же году после 12-летнего перерыва во второй раз в своей истории «Модена» выиграла Кубок страны, победив в финале «Фоппапедретти» 3:0. С таким же счётом «Модена» оказалась сильнее того же соперника и в борьбе за Суперкубок Италии. В марте 2002 волейболистки Модены вышли в финал Кубка ЕКВ и в решающем матче победила «Равенну» 3:1.
С сезона 2002/2003 результаты «Модены» стали неуклонно ухудшаться, а в 2005 году команда и вовсе в чемпионате Италии заняла последнее место и выбыла в серию А2. После этого руководством клуба было объявлено о роспуске команды. Её место в чемпионате страны заняла вновь созданная команда «Сассуоло».
В 2010—2013 на протяжении трёх сезонов в серии А1 выступала другая команда из Модены — «Универсал», основанная в 1970 году и ранее игравшая в сериях С, В и А2 чемпионата Италии. В январе 2013 по финансовым причинам она прекратила своё существование. 
В мае 2013 года в Модене вновь был образован женский волейбольный клуб — «Лю-Джо Воллей», заявленный в серию А1 вместо снявшейся с розыгрыша команды «Вилла-Кортезе».

## Арена
Домашние матчи «Модена» проводила во дворце спорта Джузеппе Панини («PalaPanini»). Вместимость — 4970 зрителей. Дворец был открыт в 1985 году («Vinicio Vecchi»). С 1996 назван в честь умершего в том же году Джузеппе Панини — итальянского предпринимателя, основателя и президента спортивной группы «Панини». В настоящее время дворец служит домашней ареной мужской («Модена») и женской («Лю-Джо Воллей») волейбольных команд, выступающих в сериях А1 чемпионатов Италии среди мужчин и женщин. Кроме этого, принимает соревнования и по другим видам спорта, а также концерты и театральные представления.
В 2010 году в «PalaPanini» был одной из игровых арен чемпионата мира по волейболу среди мужчин, а в 2014 — и среди женщин. 